# 錫謝爾巴赫貝肯湖

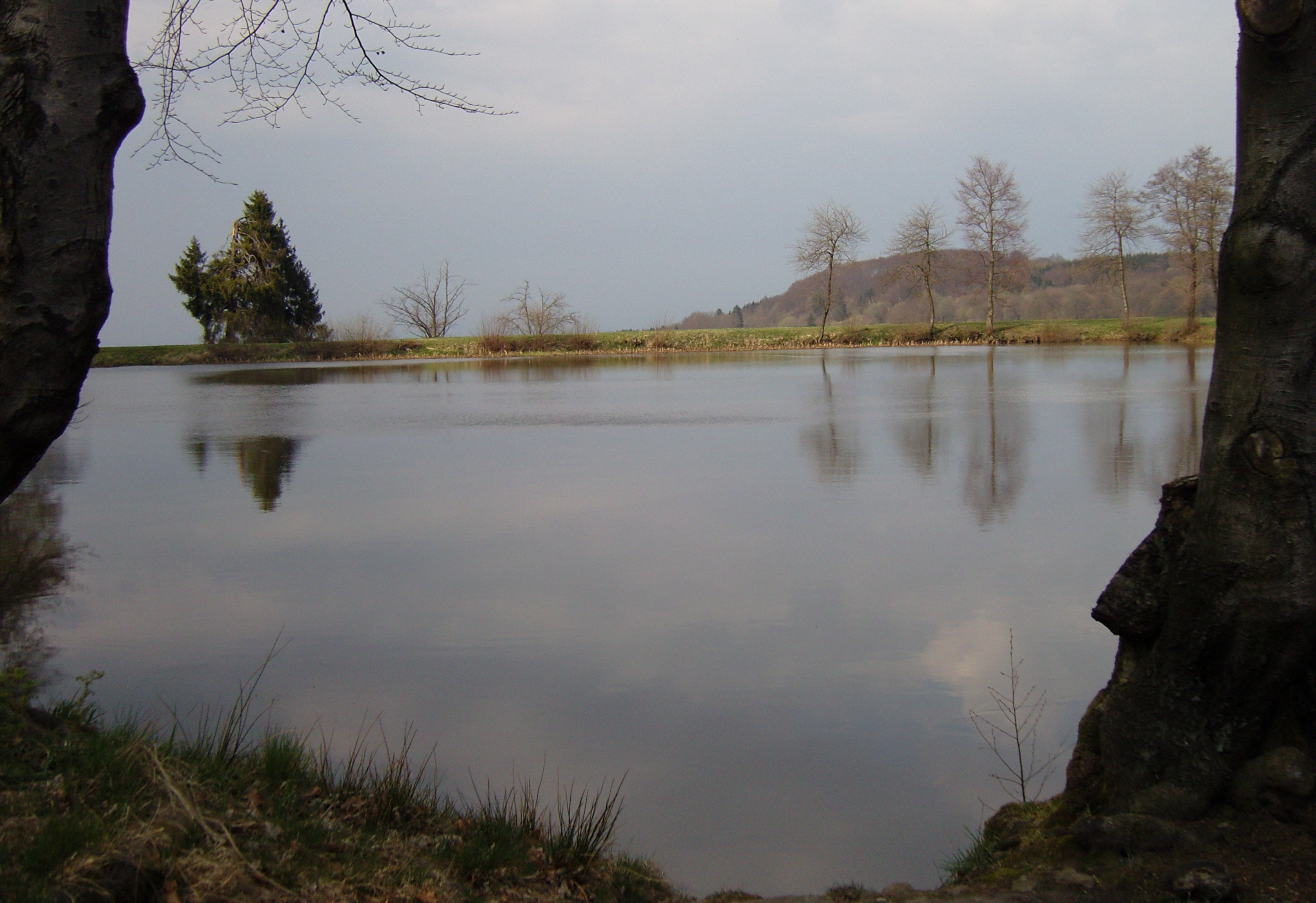

51°19′3.2″N 9°22′42.2″E / 51.317556°N 9.378389°E
錫謝爾巴赫貝肯湖（德語：Sichelbachbecken），是德國的水庫，位於該國中部，由黑森州負責管轄，處於卡塞爾市以西，長0.09公里、寬0.07公里，面積0.01平方公里，海拔高度約540米。